# Paul Mijksenaar

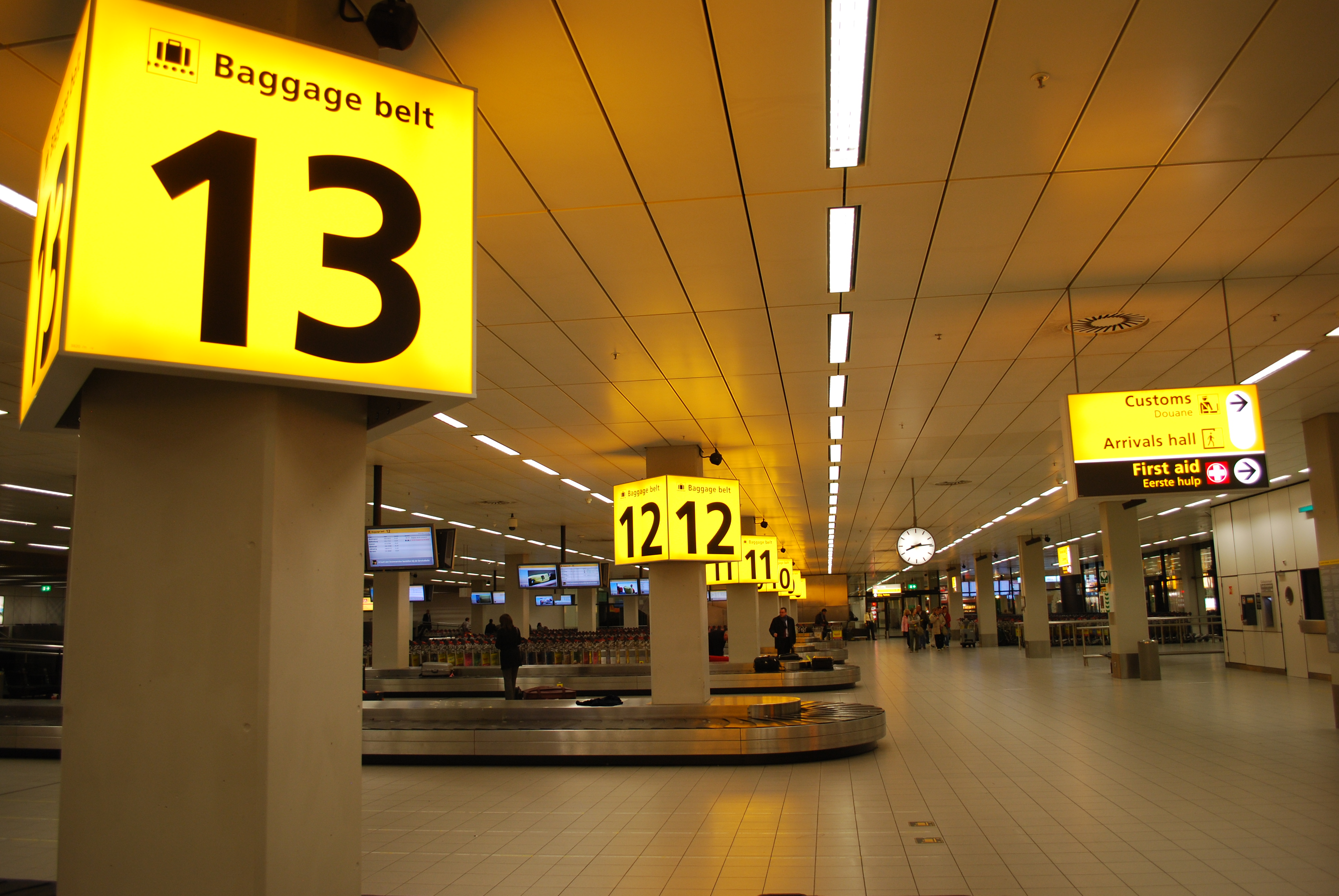
Schiphol

P. Paul Mijksenaar (Amsterdam, 1944) is een Nederlandse ontwerper van visuele informatie. Hij heeft een eigen adviesbureau en was van 1992 tot 2007 professor Vormgeving Visuele Informatie aan de TU Delft faculteit Industrieel Ontwerpen.

## Loopbaan
Mijksenaar is gespecialiseerd in het ontwerp van complexe informatie interfaces, zoals bewegwijzeringssystemen voor luchthavens en stations. Hij schreef en illustreerde meerdere boeken, waaronder: Visual Function: A Brief Introduction to Information Design, Princeton Architectural Press 1997, en Open Here: The Art of Visual Instruction, met Piet Westendorp, Thames and Hudson 1999. Hij werkte ook mee aan de door Steven Spielberg geregisseerde film The Terminal uit 2004.
Hij is de ontwerper van de richtingsborden die op Schiphol worden gebruikt. Hij is ook de ontwerper van de richtingsborden op de drie luchthavens van New York (JFK, La Guardia en Newark). Opmerkelijk details: belangrijke benamingen worden weer met een hoofdletter geschreven (na jarenlang met een 'kleine' letter), en de pieren A en B bestaan niet meer op Schiphol sinds Mijksenaar zijn ontwerp invoerde. De reden was dat deze letters, uitgesproken in het Nederlands, verwarring veroorzaakten met de Engelse uitspraak ervan die geïnterpreteerd kan worden als E en D.
Mijksenaar schreef enige malen (in ongeveer 2005) in het M Magazine van het NRC Handelsblad over veel voorkomende problemen in het dagelijks gebruik van de meest uiteenlopende dingen van verkeersbord tot deurkruk in zijn column 'Mijks Repairshop', waar hij eveneens de oplossing voor het probleem aandroeg.
In 2011 riep hij de Paul Mijksenaar Design for Function Award in het leven gericht op het stimuleren van het functionele aspect van design.
Hij ontwierp in 1983 de trofee van de Piet Zwart Prijs. In 2015 ontving hij zelf de Piet Zwart Prijs.